# 112337 Francescaguerra
112337 Francescaguerra è un asteroide della fascia principale. Scoperto nel 2002, presenta un'orbita caratterizzata da un semiasse maggiore pari a 2,3926526 au e da un'eccentricità di 0,1906504, inclinata di 2,95574° rispetto all'eclittica.